# Irsk lyng
Irsk lyng (Daboecia cantabrica) er en stedsegrøn dværgbusk med en tueformet vækst. Irsk lyng er knyttet til områder med megen nedbør og anvendes i haver i flere forskellige sorter.

## Beskrivelse
grenene er oprette til nedliggende, og barken er først lysegrøn, men bliver snart lysebrun. Bladene er spredtstillede, elliptiske og helrandede. Randen er lidt indrullet, og oversiden er mørkegrøn og blank, mens undersiden er hvidfiltet. 
Blomstringen sker i juli-september, hvor man kan se de rødviolette, krukkeformede blomster sidde i endestillede stande. Frugterne er tørre kapsler med frø, som kun sjældent modner i Danmark.

Rodnettet er højtliggende og tæt forgrenet. Finrødderne danner rodfilt, som er forbundet med livsnødvendige mykorrhiza-svampe.
Højde x bredde og årlig tilvækst: 0,60 × 0,60 m (5 x 5 cm/år).

## Hjemsted
Irsk lyng er knyttet til områder med megen nedbør og sur bund, gerne højmose. 
I Roundstone Bog, County Galway, Irland vokser arten i en højmose sammen med bl.a. Kambregne, kongebregne, bredbladet mangeløv, dyndpadderok, engkarse, engviol, grøn star, grålyng, hedelyng, hvid næbfrø, klokkelyng, kærranunkel, mangestænglet sumpstrå, mosepors, mosetroldurt, Pinguicula lusitanica (en Vibefedt-art), rundbladet soldug, rød tørvemos, smalbladet kæruld, tormentil og øret pil

## Sorter
- 'Alba' med hvide blomster.
- 'Atropurpurea' med mørkrosa blomster, mørkt olivengrønt løv og kraftig vækst.
- 'Bicolor' med dels hvide, dels purpurrødt stribede blomster, dybtgrønt løv og kraftig vækst.
- 'Cupido' med rosenrøde blomster, mellemgrønt løv og mellemkraftig vækst.
- 'Globosa Pink' med rosa-violette blomster, mørkegrønt løv og flad vækst.

| Portal | Portal:Botanik |

## Note
1. ↑  www.connemara.net: Tim Robinson: Another Threat to Roundstone Bog (engelsk)